# Чемпионат мира по стрельбе 1907
Чемпионат мира по стрельбе 1907 года прошёл в Цюрихе (Швейцария).

## Общий медальный зачёт
| Место | Страна    | Золото | Серебро | Бронза | Всего |
| ----- | --------- | ------ | ------- | ------ | ----- |
| 1     | Швейцария | 3      | 4       | 4      | 11    |
| 2     | Бельгия   | 2      | 2       | 1      | 5     |
| 3     | Аргентина | 1      | 0       | 0      | 1     |
| 3     | Австрия   | 1      | 0       | 0      | 1     |
| 4     | Франция   | 0      | 1       | 0      | 1     |
| Всего | Всего     | 7      | 7       | 7      | 21    |

## Медалисты
| Дисциплина                                    | Золото                                                                                               | Серебро                                                                                        | Бронза                                                                                   |
| --------------------------------------------- | --- | ---------------------------------------------------------------------------------------------- | ---------------------------------------------------------------------------------------- |
| Винтовка с трёх позиций, 300 метров           | Конрад Штеели                                                                                        | Ян Райх                                                                                        | Марсель Мейер де Штадельхофен                                                            |
| Винтовка с трёх позиций, 300 метров (команды) | Швейцария · Матиас Бруннер · Ян Райх · Марсель Мейер де Штадельхофен · Эрнст Штумпф · Конрад Штеели  | Бельгия · Пауль ван Асбрук · Шарль Помье дю Верже · Эдуард Мёйн · ван ден Бранден · де Рибокур | Франция · Эжен Бальм · Альбер Куркен · Морис Лекок · Юссон · Ахилл Парош                 |
| Винтовка лёжа, 300 метров                     | Гиллермо Баллмер                                                                                     | Эжен Бальм                                                                                     | Конрад Штеели                                                                            |
| Винтовка с колена, 300 метров                 | Ян Райх                                                                                              | Конрад Штеели                                                                                  | Эрнст Штумпф                                                                             |
| Винтовка стоя, 300 метров                     | Карл Вертгартнер                                                                                     | Ян Райх                                                                                        | Пауль ван Асбрук                                                                         |
| Произвольный пистолет, 50 метров              | Пауль ван Асбрук                                                                                     | Шарль Помье дю Верже                                                                           | Конрад Штеели                                                                            |
| Произвольный пистолет, 50 метров (команды)    | Бельгия · Жюльен ван Асбрук · Пауль ван Асбрук · Режинал Сторм · Шарль Помье дю Верже · Виктор Робер | Швейцария · Маттиас Бруннер · Якоб Шальхер · Карл Хесс · Каспар Видмер · Конрад Штеели         | Франция · Андре Барбилль · Андре де Кастельбайак · Жан Депассис · Рафаэль Пи · Леон Моро |